# Погруддя Тараса Шевченка (Бородянка)
Пам'ятник «Погруддя Тараса Шевченка» — пам'ятник українському поету і художнику Тарасові Шевченку на площі Тараса Шевченка у селищі Бородянка, Київської області. 2 березня 2022 року погруддя розстріляв російський СУ-34 у ході російського вторгнення в Україну, що надало бюсту символічного значення.

## Опис
Погруддя виконано з листової кованої міді товщиною 0.5 мм, розміром в п’ять натуральних величин на постаменті висотою 2,5 м.
При проведенні реконструкції площі у 2008 році для погруддя було збудовано новий, більш високий шестигранний постамент висотою 3,5 м, облицьований мармуром. Крім того на висоті 2 м були викарбовані відомі рядки Шевченка:
Свою Україну любіть,

Любіть її…

Во врем’я люте,

В останню

Тяжкую мінуту

За неї Господа моліть!

## Історія
Автори погруддя — скульптор Микола Міщук, мистецтвознавець А. Т. Крайнєв.
Погруддя урочисто відкрили 21 серпня 1992 року. Рішенням виконкому Бородянської селищної ради № 59 від 24 листопада 1992 року районному палацу культури та площі перед ним також було присвоєно ім’я Т. Г. Шевченка.
За свідченнями очевидців російські окупанти прострелили йому голову кулеметною чергою з літака.
Вранці 2 березня 2022 року о 7-46 російський СУ-34 трьома керованими авіабомбами зруйнував дев’ятиповерхівку навпроти палацу культури (вул. Центральна 353). Пілоту цього виявилося замало, він розвернув літак й прошив погруддя Тараса Шевченка наскрізь чергою з  30мм гармати. Щоб поцілити в погруддя, літак летів дуже низько і повільно. Тому став легкою мішенню для зенітника ЗСУ Олександра Авраменка. СУ-34 впав у полі на північній околиці Бородянки о 7-49 й вибухнув. Обидва члени екіпажу загинули.
Після деокупації Бородянки фотографії та відео простреленого погруддя Кобзаря обійшли світ. Так воно перетворилося на символ нескореності українського народу і стало місцем паломництва численних делегацій і небайдужих людей з багатьох країн світу
У листопаді 2022 року погруддя було демонтоване і виставлене у Національному музеї Т.Г. Шевченка у Києві, а потім повернуто. Музейні фахівці вичистили його з середини від будівельного сміття та змастили зсередини захисним розчином .
20 серпня 2023 року на площі біля погруддя відбулася урочиста церемонія нагородження лауреатів Національної премії ім. Тараса Шевченка за 2022-2023 роки .
Згідно з паспортом обстеження погруддя фахівцями Національного науково-дослідного реставраційного центру України від 21.01.2025 року, стан збереженості погруддя вимагає його демонтажу та здійснення невідкладної реставрації.